# Batalla del Bogside
Batalla del Bogside (en inglés: Battle of Bogside; en irlandés: Cath Thaobh an Phortaigh) es el nombre dado a los disturbios que se produjeron durante 3 días de agosto de 1969 en el barrio del Bogside, en la ciudad norirlandesa de Derry/Londonderry, entre residentes del barrio católico y la policía local (la Royal Ulster Constabulary, RUC).
Los disturbios se alargaron entre el 12 y el 14 de agosto de 1969, después de que el RUC tratara de dispersar una manifestación nacionalista que protestaba por el desfile de los Aprendices de Derry (Apprentice Boys) por las murallas de la ciudad, colindantes con el barrio nacionalista-católico del Bogside. Durante los disturbios, la RUC fue incapaz de entrar en el barrio, forzando el despliegue del ejército británico para restaurar el orden.
La "batalla" del Bogside, que provocó a su vez el surgimiento de nuevos disturbios por toda Irlanda del Norte, es considerada como la primera gran confrontación de los conocidos como Troubles, el conflicto entre unionistas partidarios de la pertenencia al Reino Unido y republicanos partidarios de la fusión con la República de Irlanda, que se alargaría durante más de dos décadas.

## Antecedentes
La tensión había ido en aumento en Derry durante más de un año antes de la batalla del Bogside. Esto era debido en parte a la situación discriminatoria sufrida por una gran parte de la población. Derry tenía una mayoría de población católica, en parte nacionalista irlandesa que, a partir de la partición de Irlanda en 1921, había sido gobernada de forma continua por el gobierno unionista de Irlanda del Norte. Los unionistas mantenían el control político de Derry de dos formas. En primer lugar, asignando la vivienda pública de un modo que mantuviese a la población católica en un número limitado de circunscripciones electorales (gerrymandering), con el resultado de que, aún obteniendo un mayor número de votos, los partidos nacionalistas únicamente enviaban un parlamentario de Derry al Parlamento de Irlanda del Norte, mientras que los unionistas enviaban dos. Esta política de vivienda tenía el efecto adicional de producir dificultades en el acceso a la vivienda pública por parte de los católicos. En segundo lugar, sólo los pagadores de impuestos tenían derecho al voto en las elecciones locales: debido a que los protestantes tendían a ser más ricos que los católicos, esto significaba en la práctica que los unionistas también controlaban el gobierno local de Derry. Los católicos alegaban también discriminación en el acceso al empleo.

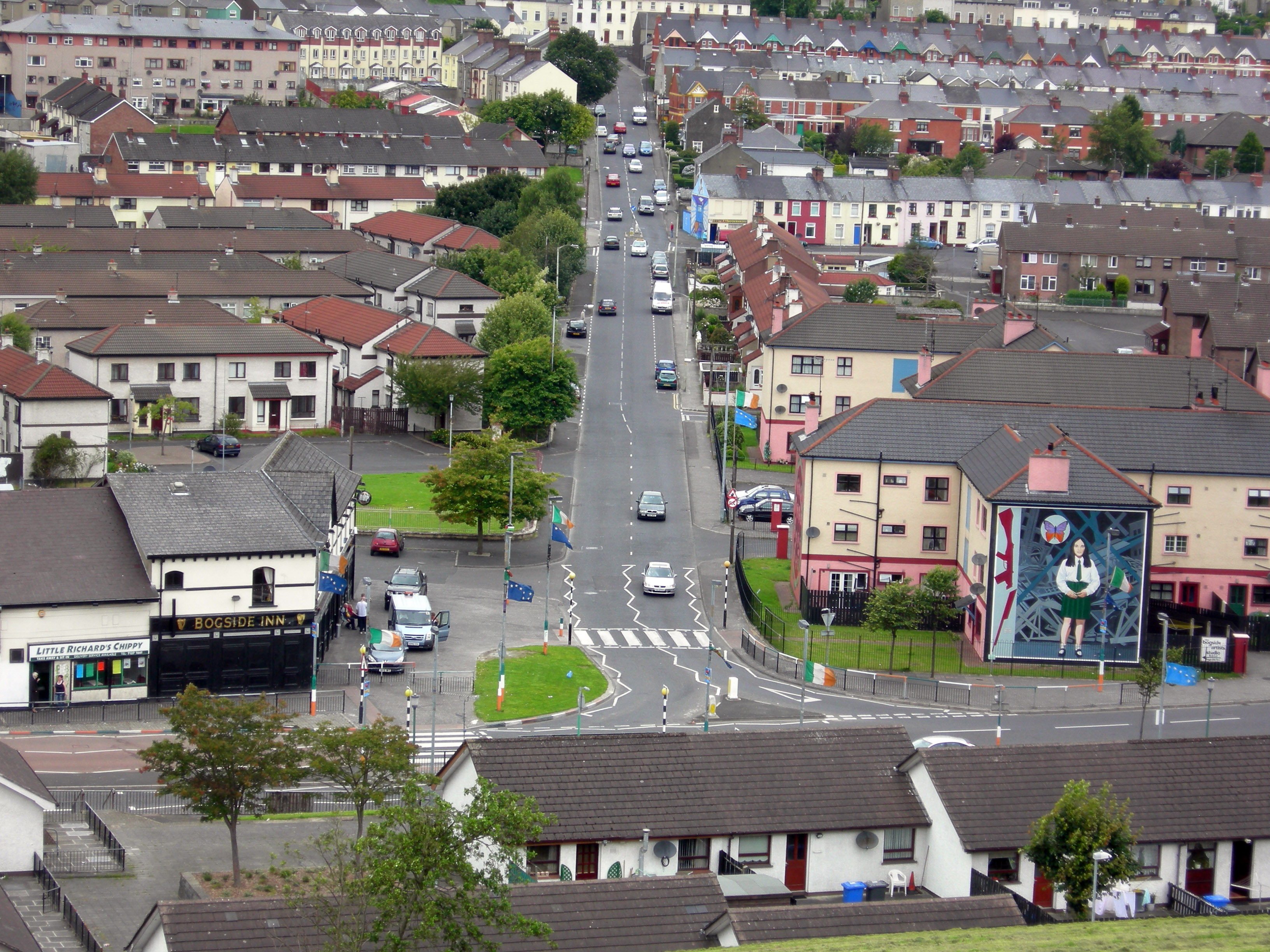
Calle Westland, vista desde los muros de la ciudad. A la derecha puede observarse un mural político de los Artistas del Bogside.

En marzo de 1968, un pequeño número de radicales de la ciudad fundaron el Comité de Acción de la Vivienda de Derry (Derry Housing Action Committee), con la intención de forzar al gobierno de Irlanda del Norte a cambiar su política de vivienda. Este grupo fue fundado principalmente por miembros locales del Partido Laborista de Irlanda del Norte, como Eamon McCann, y miembros del Club Republicano James Connolly (la rama norirlandesa del Sinn Féin, que estaba prohibido en el Norte). El Comité tomó acciones directas tales como cortes de tráfico o invasiones de los plenos de la ciudad, con la intención de forzar a los mandatarios de la ciudad a alojar a las familias católicas que estaban desde hacía mucho tiempo esperando turno para recibir una vivienda social.
En enero de 1969, una marcha del grupo radical trotskista Democracia Popular (People's Democracy) fue atacada por lealistas en Burntollet, a sólo cinco millas de Londonderry. Cuando los manifestantes (muchos de los cuales resultaron heridos) llegaron a Derry el 5 de enero, empezaron las revueltas y los enfrentamientos entre manifestantes y la policía de la Royal Ulster Constabulary (RUC), al que se acusaba de no haber protegido a los manifestantes. Esa noche, miembros de la RUC entraron en domicilios del Bogside, asaltando a varios residentes. Una investigación llevada a cabo posteriormente por Lord Cameron concluyó que "un número de policías fueron culpables de conducta inapropiada, que incluyó asaltos y agresiones, daños maliciosos a la propiedad [...] y el uso de eslóganes provocativos y sectarios". Tras este punto, se instalaron barricadas en el Bogside y se organizaron patrullas de vigilancia ciudadana para mantener a la RUC fuera del barrio. Es en este momento cuando se realiza la famosa pintada You are now entering Free Derry ("Esta usted entrando en el Derry Libre"), en la esquina de Lecky St. y Fahan St., obra de un activista local llamado John Casey.
Tras las nuevas revueltas ocurridas el 12 de julio (en contestación a los desfiles de la Orden de Orange de ese día), los republicanos irlandeses de Londonderry fundaron la Asociaciación de Defensa de los Ciudadanos de Derry (DCDA, en sus siglas en inglés), con la intención de prepararse para futuros disturbios. Los miembros de la DCDA eran inicialmente activistas del Club Republicano (y posiblemente del IRA), pero a ellos se fueron uniendo muchos otros activistas de izquierda y gente de la ciudad en general. El grupo en principio estaba orientado a mantener la paz, y si ello no era posible, a organizar la defensa del Bogside. Para este fin, hicieron acopio de material para barricadas y cohetes, de cara al día de la marcha de los Apprentice Boys por Londonderry, el 12 de agosto.
El 17 de julio tuvo lugar en Londonderry la primera muerte violenta por los enfrentamientos entre la RUC y los nacionalistas. Un vecino de la ciudad, Samuel Devenny, murió a consecuencia de las heridas recibidas tres meses antes cuando fue golpeado por las porras de los miembros de la policía, que entraron en su casa tras una revuelta que se había producido el 19 de abril. Sus hijas adolescentes fueron también golpeadas en el ataque. Devenny es citado a menudo como la primera víctima del Conflicto de Irlanda del Norte (Troubles).

## 12 de agosto
El desfile anual de los Apprentice Boys del 12 de agosto conmemora la victoria de los protestantes en el sitio de Derry de 1689 sobre las tropas católicas de Jacobo II de Inglaterra. En aquellos momentos y dentro del clima de tensión imperante entre las dos comunidades, se consideraba por muchos católicos como una celebración provocadora. Aunque ese año el desfile no pasó por el barrio católico del Bogside, pasaba junto a él en el cruce de Waterloo Place y la Williams Street, junto a las murallas de Londonderry.
Ese día, los disturbios se iniciaron cuando los Apprentice Boys se acercaban al Bogside por la Williams Street. Las primeras escaramuzas se produjeron entre los lealistas y los Bogsiders. Ambos bandos se lanzaron piedras antes de la llegada de la policía, que forzó a los nacionalistas a replegarse a la Rossville Street y encerrarse en el barrio. Los lealistas los persiguieron en su repliegue y los disturbios aumentaron. Los nacionalistas se defendieron apedreando a la policía, construyendo barricadas y lanzando cócteles Molotov para impedir su avance hacia el interior del barrio.
La defensa del Bogside estaba articulada a través de la Derry Citizens Defence Association, que supervisaba las posiciones de las barricadas, la producción de cócteles molotov y que posteriormente creó la "Radio Free Derry" como medio de comunicación de sus acciones. Sin embargo, muchas personas participaron en los disturbios de manera improvisada, apareciendo diferentes líderes entre la población (como la miembro del Parlamento Bernadette Devlin).
La policía no estaba preparada para los disturbios: los escudos no eran lo suficientemente grandes para proteger todo su cuerpo y su uniforme no era resistente al fuego producido por los cócteles molotov. A pesar de tener vehículos blindados, no estaban autorizados para usarlos. La solución más usada por la policía fue el uso desmedido de gas lacrimógeno. Además, no existía ni un sistema ni una infraestructura para que los policías pudiesen descansar, por lo que muchos policías estuvieron presentes durante tres días consecutivos de disturbios, aprovechando cualquier oportunidad para descansar en los portales que daban entrada al barrio.

## 13 de agosto
El 13 de agosto el Taoiseach (Jefe de Gobierno) de la República de Irlanda, Jack Lynch, apareció en televisión para hablar acerca de los disturbios en Londonderry. Prometió que el ejército irlandés se dirigiría hacia la frontera con Irlanda del Norte para instalar hospitales de campaña que atendieran a los heridos en los disturbios. Los nacionalistas entendieron este mensaje como una promesa de que los soldados irlandeses llegarían hasta el Bogside para ayudarlos. Los unionistas creyeron que era un preparativo para la invasión irlandesa de Irlanda del Norte. Finalmente, el ejército sólo llegó hasta la frontera y sus actividades se limitaron a proveer de ayuda médica a los heridos.

## 14 de agosto
Para el 14 de agosto, los disturbios habían alcanzado su punto crítico. Casi todos los habitantes del Bogside estaban movilizados, muchos de ellos incitados a la lucha por los falsos rumores de un ataque policial contra la católica Catedral de San Eugenio. La policía comenzó a usar fuerza letal. Los conocidos como B-Specials, un cuerpo auxiliar de la policía formado por protestantes que tuvo un papel protagonista en los asesinatos sectarios de la década de 1920, fueron llamados a Londonderry, provocando el miedo a una masacre en muchos de los habitantes católicos del Bogside.
Durante la tarde del 14 de agosto, el primer ministro de Irlanda del Norte, James Chichester-Clarke, tomó la decisión de pedir al primer ministro británico, Harold Wilson el despliegue del ejército británico en Londonderry. Poco después, una compañía del ejército llegaba a Londonderry con instrucciones de separar a civiles y policías, pero sin derribar las barricadas ni tratar de entrar en el barrio, dándose por finalizados los disturbios. Esta fue la primera intervención directa del gobierno de Londres desde la división de la isla.
Las tropas británicas fueron, en un principio, bien recibidas por los habitantes del Bogside, que veían a los soldados como una fuerza neutral comparados con los policías del RUC y, sobre todo, con los B-Specials. Esta buena relación no duraría mucho e iría empeorando hasta llegar a un profundo antagonismo durante el transcurso del Conflicto norirlandés.

## Disturbios en otros lugares
La llamada de la Asociación por los derechos civiles de Irlanda del Norte para mantener ocupados a los policías por toda Irlanda del Norte como medio de relajar la presión policial en el Bogside, provocó la aparición de nuevos disturbios en la capital, Belfast, y otros lugares que causaron 5 muertos.  La noche del 14 de agosto, un grupo de lealistas quemaron las viviendas de la Bombay Street, dejando sin casa a 1.500 católicos de Belfast. Junto con los disturbios de Londonderry, este periodo de disturbios marcó el punto en el que el Conflicto pasaba de ser una situación de malestar social a convertirse en un conflicto armado a tres bandas entre nacionalistas (inicio de la campaña del IRA Provisional en 1969), unionistas (reaparición de la UVF, 1966, y de la UDA, 1971) y las fuerzas de seguridad estatales.